# Henryk Józef Nowacki
Henryk Józef Nowacki, född 11 augusti 1946 i Gunzenhausen i Bayern, är en romersk-katolsk titulärärkebiskop.
Han prästvigdes den 31 maj 1970. Den 8 februari 2001 blev han utnämnd till titulärärkebiskop av Blera. Den 28 juni 2012 blev han nuntie till Sverige och Island, från 2 oktober även Danmark, Norge och Finland. Han gick i pension i februari 2017. Han talar polska, tyska, ryska, italienska, spanska och portugisiska.